# BMW 1 (F20)
BMW F20 — второе поколение пятидверного компактного хетчбэка BMW 1 серии. Как и у предшественника, у него задний привод, продольное расположение двигателя и распределение массы по осям 50:50.

## Дизайн
BMW утверждает, что для автомобиля будут использоваться улучшенные материалы салона по сравнению с предшественником. Все модели на шасси F20 будут оснащаться системой «старт-стоп» и кондиционером в стандартной комплектации. Высшая комплектация будет включать в себя 8,8-дюймовый (220 мм) плоский монитор и Bluetooth с громкой связью и USB. Drive Performance BMW входит в стандартную комплектацию всех моделей. Управление Drive Performance позволяет водителю выбрать один из четырех режимов. К ним относятся Comfort, Sport, Sport + и ECO PRO. ECO PRO создано с целью экономии топлива — поощряет медленный разгон, а также ограничивает использование аксессуаров, таких как кондиционер, подогрев зеркал и сидений. Увеличение экономии топлива отображается на мониторе, показывая, как далеко сможет еще автомобиль проехать. BMW предлагает дополнительный набор опций и различные варианты внешнего оформления в комплектациях Sport Line и Urban Line.

## Sport Line
- 5-спицевые 17-дюймовые диски антрацитового цвета с алюминиевыми выступами
- Решетка радиатора с уменьшенным количеством ребер и глянцевой черной поверхностью
- Глянцевые зеркала черного или в цвет кузова цвета
- Мягкая тканевая обивка черного цвета с красными или серыми полосами, либо кожа серого или красного цвета
- Округлые приборы с красными декоративными кольцами, спортивное кожаное рулевое колесо, хромированный контур на центральной консоли
- 8-ст АКПП

## Urban Line
- V-образные спицы, 16- или 17-дюймовые диски глянцевого белого и алюминиевого цвета с полированными краями
- Решетка радиатора с белыми ребрами и хромированной поверхностью
- Глянцевые зеркала белого или в цвет кузова цвета
- Кожано-тканевая обивка серебристо-серого, Petrol (сине-зелёный) — чёрного или серебристо-чёрного цвета, либо кожа серого или чёрного цвета
- Квадратные приборы, декоративные элементы из акрилового стекла, хромированный контур на центральной консоли

## Безопасность

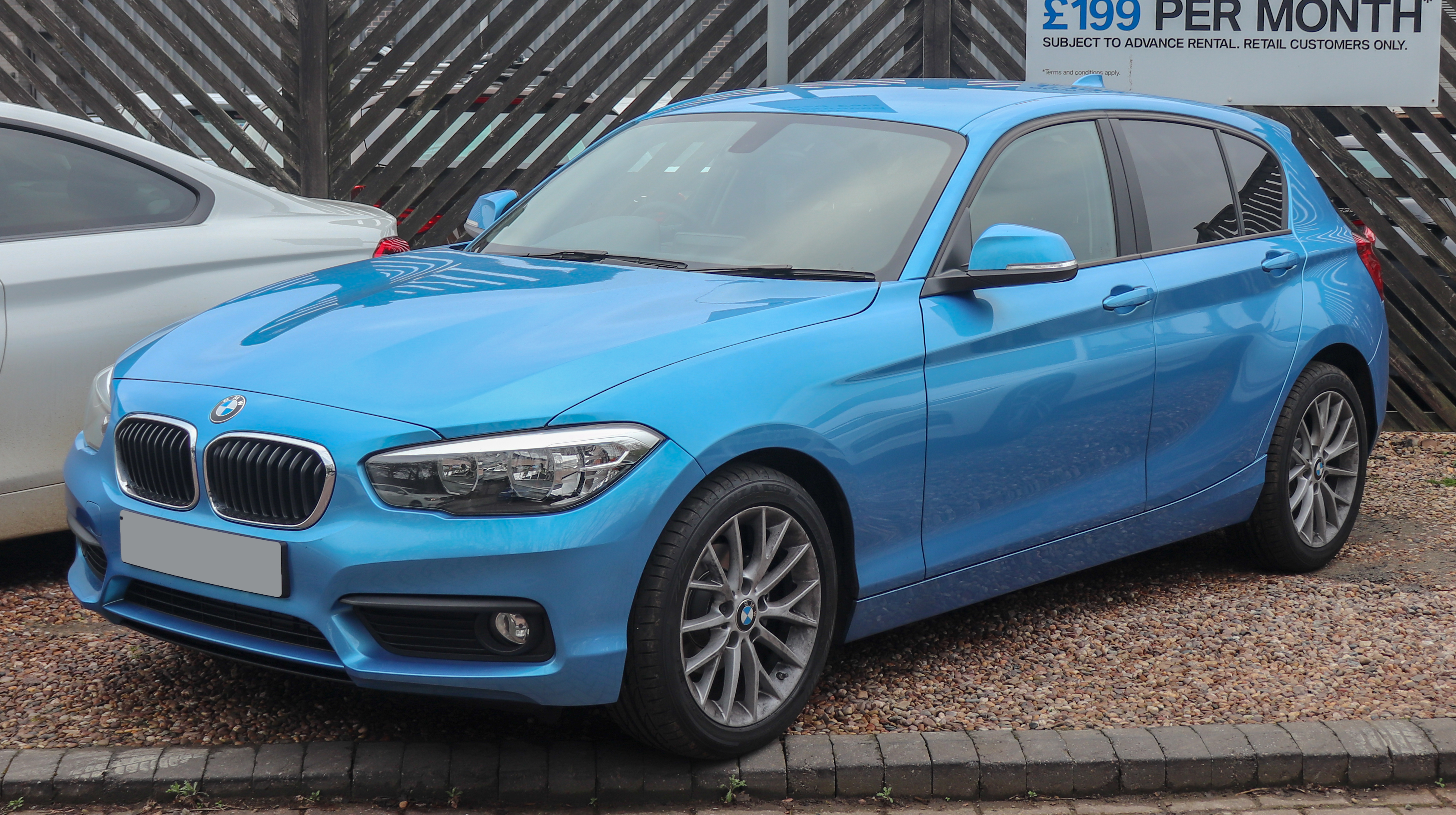

Автомобиль прошел тест Euro NCAP в 2012 году:
| Euro NCAP                                              | Euro NCAP | Euro NCAP | Euro NCAP             |
| ------------------------------------------------------ | --------- | --------- | --------------------- |
| · общий рейтинг                                        |           |           |                       |
| 91%                                                    | 83%       | 63%       | 86%                   |
| взрослый пассажир                                      | ребёнок   | пешеход   | активная безопасность |
| Протестированная модель: BMW 1 серии, 116i, LHD (2012) |           |           |                       |